# Course en ligne féminine aux championnats du monde de cyclisme sur route 2013
Navigation
Fauquemont 2012 Ponferrada 2014
La course en ligne féminine des championnats du monde de cyclisme sur route 2013 a eu lieu le 28 septembre 2013 dans la région de la Toscane, en Italie.
Le parcours de la course est tracé sur 140,05 kilomètres entre les villes de Lucques et de Florence où l'arrivée est jugée sur le Nelson Mandela Forum. La tenante du titre est le Néerlandaise Marianne Vos.

## Système de sélection
La qualification est basée principalement sur le classement UCI par nation au 15 août 2013. Les cinq premières nations peuvent engager sept coureuses, les dix suivantes peuvent engager six coureuses et les nations classées entre la 15e et la 20e place ont un quota de cinq coureuses. Les autres pays peuvent envoyer trois coureuses au départ.
| - Pays-Bas (7) - Italie (7) - Australie (7) - États-Unis (7) - Suède (7) - Allemagne (6) - Royaume-Uni (6) - Russie (6) - Belgique (6) - Pologne (6) - Nouvelle-Zélande (6) | - Canada (6) - France (6) - Afrique du Sud (6) - Biélorussie (6) - Brésil (5) - Colombie (5) - Ukraine (5) - Lituanie (5) - Luxembourg (5) - Autres fédérations (3) |

En plus de cela, la championne du monde sortante et les championnes continentales peuvent être inscrites en plus du nombre de partantes que les fédérations nationales de ces championnes peuvent entrer dans le cadre du règlement de qualification ci-dessus :
| Titre                                 | Nom                               |
| ------------------------------------- | --------------------------------- |
| Championne du monde en titre          | Marianne Vos (Pays-Bas)           |
| Championne d'Afrique                  | Ashleigh Moolman (Afrique du Sud) |
| Championne des Amériques              | Arlenis Sierra (Cuba)             |
| Championne d'Asie                     | Mei Yu Hsia (Taipei chinois)      |
| Championne d'Europe (moins de 23 ans) | Susanna Zorzi (Italie)            |
| Championne d'Océanie                  | Amy Bradley (Australie)           |

## Favoris
Le tenante du titre Marianne Vos (Pays-Bas), gagnante de la Coupe du monde, est la grande favorite à sa propre succession.

## Récit de la course
La victoire de Vos se dessine dans la dernière montée de Via Salviati où elle lâche ses adversaires grâce à son punch et en résistant jusqu'au bout à l'association Johansson-Ratto, cette dernière obtenant sa première médaille internationale à seulement 19 ans.

## Classement
|                           | Coureuse                   | Pays             |    | Temps          |
| ------------------------- | -------------------------- | ---------------- | -- | -------------- |
| Médaille d'or, monde      | Marianne Vos               | Pays-Bas         | en | 3 h 44 min 0 s |
| Médaille d'argent, monde  | Emma Johansson             | Suède            | +  | 15 s           |
| Médaille de bronze, monde | Rossella Ratto             | Italie           |    | 15 s           |
| 4                         | Anna van der Breggen       | Pays-Bas         |    | 33 s           |
| 5                         | Evelyn Stevens             | États-Unis       |    | 46 s           |
| 6                         | Linda Villumsen            | Nouvelle-Zélande |    | 50 s           |
| 7                         | Tatiana Guderzo            | Italie           |    | 52 s           |
| 8                         | Elisa Longo Borghini       | Italie           |    | 52 s           |
| 9                         | Tiffany Cromwell           | Australie        |    | 1 min 40 s     |
| 10                        | Tatiana Antoshina          | Russie           |    | 1 min 40 s     |
| 11                        | Elena Kuchinskaya          | Russie           |    | 2 min 41 s     |
| 12                        | Claudia Häusler            | Allemagne        |    | 3 min 24 s     |
| 13                        | Pauline Ferrand-Prévot     | France           |    | 4 min 20 s     |
| 14                        | Megan Guarnier             | États-Unis       |    | 4 min 41 s     |
| 15                        | Annemiek van Vleuten       | Pays-Bas         |    | 5 min 3 s      |
| 16                        | Ellen van Dijk             | Pays-Bas         |    | 5 min 3 s      |
| 17                        | Paulina Brzeźna-Bentkowska | Pologne          |    | 5 min 3 s      |
| 18                        | Maja Włoszczowska          | Pologne          |    | 5 min 5 s      |
| 19                        | Lizzie Armitstead          | Royaume-Uni      |    | 5 min 28 s     |
| 20                        | Trixi Worrack              | Allemagne        |    | 5 min 28 s     |
| 21                        | Eugenia Bujak              | Pologne          |    | 5 min 28 s     |
| 22                        | Ashleigh Moolman           | Afrique du Sud   |    | 5 min 28 s     |
| 23                        | Flávia Oliveira            | Brésil           |    | 5 min 28 s     |
| 24                        | Francesca Cauz             | Italie           |    | 5 min 30 s     |
| 25                        | Carlee Taylor              | Australie        |    | 5 min 30 s     |
| 26                        | Giorgia Bronzini           | Italie           |    | 5 min 35 s     |
| 27                        | Lucinda Brand              | Pays-Bas         |    | 6 min 44 s     |
| 28                        | Valentina Scandolara       | Italie           |    | 7 min 40 s     |
| 29                        | Jolanda Neff               | Suisse           |    | 7 min 40 s     |
| 30                        | Oxana Kozonchuk            | Russie           |    | 7 min 40 s     |
| 31                        | Shara Gillow               | Australie        |    | 7 min 40 s     |
| 32                        | Kristin McGrath            | États-Unis       |    | 7 min 40 s     |
| 33                        | Karol-Ann Canuel           | Canada           |    | 7 min 40 s     |
| 34                        | Edwige Pitel               | France           |    | 7 min 40 s     |
| 35                        | Doris Schweizer            | Suisse           |    | 7 min 46 s     |
| 36                        | Tetyana Riabchenko         | Ukraine          |    | 8 min 51 s     |
| 37                        | Mara Abbott                | États-Unis       |    | 9 min 40 s     |
| 38                        | Miriam Bjørnsrud           | Norvège          |    | 12 min 9 s     |
| 39                        | Liesbet De Vocht           | Belgique         |    | 12 min 9 s     |
| 40                        | Eri Yonamine               | Japon            |    | 12 min 9 s     |
| 41                        | Susanna Zorzi              | Italie           |    | 12 min 9 s     |
| 42                        | Inga Čilvinaitė            | Lituanie         |    | 12 min 9 s     |
| 43                        | Anastasia Tchulkova        | Russie           |    | 13 min 0 s     |
| 44                        | Andrea Dvorak              | États-Unis       |    | 13 min 0 s     |
| 45                        | Yevgenia Vysotska          | Ukraine          |    | 13 min 0 s     |
| 46                        | Anna Sanchis               | Espagne          |    | 13 min 0 s     |